# Juno Awards 2009
Die Juno Awards 2009 wurden vom 28. bis zum 29. März 2009 in Vancouver, British Columbia verliehen. Die Hauptveranstaltung am 29. März fand im General Motors Place statt. Russell Peters übernahm die Moderation.

## Veranstaltungen

### Juno Week
Die Verleihwoche der Juno Awards fand ab dem 26. März 2009 statt. Am 27. März fand die Eröffnungsveranstaltung im Commodore Ballroom sowie das Juno-Cup-Benefizspiel in der UBC Thunderbird Arena statt. Bei dem Benefizspiel gewann zum ersten Mal das Team der Rockers gegen die NHL-All-Stars nach einem Shootout.
Die meisten Preise wurden am 28. März im Rahmen eines Galadinners verliehen, das im Westin Bayshore Hotel stattfand und nicht übertragen wurde.
Loverboy wurde in die Canadian Music Hall of Fame aufgenommen. Der Allan Waters Humanitarian Award ging an Sarah McLachlan. Den Walt Grealis Special Achievement Award, der für besondere Leistungen in der Musikindustrie vergeben wird, ging an Fred Sherratt, einen ehemaligen Offiziellen von CHUM Limited.

### Hauptverleihung
Die Hauptverleihung mit den acht Hauptkategorien fand am 28. März im General Motors Place statt. Russell Peters übernahm die Moderation. Diese Verleihung wurde über CTV ausgestrahlt. Folgende Künstler traten dabei auf:
- Bryan Adams
- City and Colour
- Crystal Shawanda
- Divine Brown
- Eccodek
- Great Big Sea
- Hawksley Workman
- Kathleen Edwards
- Nickelback
- Sam Roberts
- Sarah McLachlan
- Serena Ryder
- Simple Plan
- The Stills

## Gewinner und Nominierungen
Nickelback wurde in fünf Kategorien nominiert. Es folgten Hedley und Céline Dion mit je drei Nominierungen. Letztlich dominierte die Band auch und gewann drei Kategorien.
Die Nominierungen wurden am 5. Februar 2009 verkündet.

### Personen
| Artist of the Year | Group of the Year |
| --- | --- |
| Sam Roberts - Bryan Adams - City and Colour (Dallas Green) - k.d. lang - Serena Ryder | Nickelback - Great Big Sea - Simple Plan - Tokyo Police Club - The Trews |
| New Artist of the Year | New Group of the Year |
| Lights - Jessie Farrell - Crystal Shawanda - Kreesha Turner - Nikki Yanofsky | The Stills - Beast - Cancer Bats - Crystal Castles - Plants and Animals |
| Fan Choice Award | Songwriter of the Year |
| Nickelback - Céline Dion - Feist - Hedley - The Lost Fingers | City and Colour, Waiting…, Sleeping Sickness, The Girl - Nathan Ferraro, Never Again, Change For You, Unaware (The Midway State) - Hedley, Old School, For The Nights I Can’t Remember (with Dave Genn), Never Too Late (with Greig Nori) (Hedley) - Alanis Morissette, Underneath, Not As We, In Praise of the Vulnerable Man (Alanis Morissette) - Gordie Sampson, When I Said I Would (Whitney Duncan), Just A Dream (Carrie Underwood), Davey Jones (Gordie Sampson) |
| Jack Richardson Producer of the Year | Recording Engineer of the Year |
| Daniel Lanois: Here Is What Is and Not Fighting Anymore (Daniel Lanois) - Stuart Brawley, Don’t Stop Now and Falling (Emmy Rossum) - David Foster, A Change Is Gonna Come (Seal), Silent Night (Josh Groban) - k.d. lang, I Dream of Spring and Coming Home (k.d. lang) - Nickelback and Joey Moi (co-producer Mutt Lange), Gotta Be Somebody and Something in Your Mouth (Nickelback) | Kevin Churko, Disappearing and The Big Bang (Simon Collins) - John Beetle Bailey, Lucky and If I Were A Bell (Molly Johnson) - Mike Fraser, Rock N' Roll Train (AC/DC), Them Kids (Sam Roberts) - Joey Moi, Gotta Be Somebody and Never Gonna Be Alone (Nickelback) - Randy Staub, Something in Your Mouth (Nickelback) |

### Alben
| Album of the Year | Aboriginal Album of the Year |
| --- | --- |
| Dark Horse – Nickelback - Famous Last Words – Hedley - Lost in the 80′s – The Lost Fingers - 70′s Volume 2 – Sylvain Cossette - Simple Plan – Simple Plan | Running for the Drum – Buffy Sainte-Marie - Auk/Blood – Tanya Tagaq - First Law of the Land – Billy Joe Green - No Lies – Tracy Bone - The World (And Everything In It) – Team Rezofficial |
| Adult Alternative Album of the Year | Alternative Album of the Year |
| Is It O.K. – Serena Ryder - Asking for Flowers – Kathleen Edwards - The Baroness – Sarah Slean - Between the Beautifuls – Hawksley Workman - Exit Strategy of the Soul – Ron Sexsmith                                                                        | Oceans Will Rise – The Stills - In the Future – Black Mountain - Soft Airplane – Chad VanGaalen - The Chemistry of Common Life – Fucked Up - Parc Avenue – Plants and Animals |
| Blues Album of the Year | Children’s Album of the Year |
| Ramblin’ Son – Julian Fauth - Get Way Back- A Tribute To Percy Mayfield – Amos Garrett - Acoustic Blues – Got 'Em From The Bottom – Big Dave McLean - Love & Sound – Garrett Mason - Mess of Blues – Jeff Healey                                             | Snacktime! – Barenaked Ladies - FiddleFire! – Chris McKhool - Oui! – Gregg LeRock - Catchy Tune – Jack Grunsky - The Kerplunks – The Kerplunks |
| Classical Album of the Year (solo or chamber ensemble) | Classical Album of the Year (large ensemble) |
| Homage – James Ehnes - Haydn: Six Sonatas for Piano – Anton Kuerti - Schubert: Complete Piano Trios – The Gryphon Trio - Schumann: Sonata in F#Minor & Humoreske – Angela Hewitt - Shostakovich: 24 Preludes & Fugues opus 87 – David Jalbert                | Beethoven: Ideals Of The French Revolution – Orchestre symphonique de Montréal and Kent Nagano - Bach: Métamorphoses – Orchestre symphonique de Québec and Yoav Talmi - Beethoven: Symphonies Nos. 7 & 8 – Tafelmusik and Bruno Weil - Bruckner: Symphonie No 9 – Orchestre Métropolitain du Grand Montréal and Yannick Nézet-Séguin - Haydn: Symphonies 62 – 107 & 108 – Toronto Chamber Orchestra and Kevin Mallon |
| Classical Album of the Year (vocal or choral performance) | Contemporary Christian/Gospel Album of the Year |
| Adrianne Pieczonka sings Puccini – Adrianne Pieczonka - Bach and the Liturgical Year – Shannon Mercer and Luc Beauséjour - Handel: Arias – Karina Gauvin - Schumann: Dichterliebe & other Heine Settings – Gerald Finley - The Voice of Bach – Daniel Taylor | Ending Is Beginning – Downhere - Colors and Sounds – Article One - I Will Go – Starfield - Roar Of Heaven – Life Support - Salvation Station – newworldson |
| Country Album of the Year | Francophone Album of the Year |
| Beautiful Life – Doc Walker - Chasing the Sun – Tara Oram - Dawn of a New Day – Crystal Shawanda - Thankful – Aaron Pritchett - What I Do – George Canyon | Tous les sens – Ariane Moffatt - L'arbre aux parfums – Caracol - Cœur de pirate – Cœur de pirate - Le Volume du vent – Karkwa - Tradarnac – Swing |
| Instrumental Album of the Year | International Album of the Year |
| Nostomania – DJ Brace presents The Electric Nosehair Orchestra - Auk/Blood – Tanya Tagaq - The Furniture Moves Underneath – Inhabitants - The Soundtrack – Creaking Tree String Quartet - Telescope – Steve Dawson                                           | Viva La Vida – Coldplay - Black Ice – AC/DC - Chinese Democracy – Guns N’ Roses - Death Magnetic – Metallica - Sleep Through the Static – Jack Johnson |
| Contemporary Jazz Album of the Year | Traditional Jazz Album of the Year |
| Embracing Voices – Jane Bunnett - A Bend in the River – Roberto Occhipinti - Existential Detective – Barry Romberg’s Random Access Large Ensemble - Rasstones – François Bourassa Quartet - The Sicilian Jazz Project – Michael Occhipinti                   | Second Time Around – Oliver Jones - For Kenny Wheeler – Don Thompson Quartet - Small Wonder – Brad Turner Quartet - Solo – Chris Donnelly - TV Trio – John Stetch |
| Vocal Jazz Album of the Year | Pop Album of the Year |
| Lucky – Molly Johnson - Ella...Of Thee I Swing – Nikki Yanofsky - If the Moon Turns Green... – Diana Panton - Ima – Yvette Tollar - Parkdale – Elizabeth Shepherd                                                                                            | Flavors of Entanglement – Alanis Morissette - Holes – The Midway State - No Sleep At All – Creature - Passion – Kreesha Turner - Wake Up and Say Goodbye – David Usher |
| Rap Recording of the Year | Rock Album of the Year |
| Not 4 Sale – Kardinal Offishall - A Captured Moment in Time – DL Incognito - The Book – D-Sisive - I Rap Now – Famous - Point Blank – Point Blank | Love at the End of the World – Sam Roberts - Fortress – Protest the Hero - No Time for Later – The Trews - Parallel Play – Sloan - Terminal Romance – Matt Mays & El Torpedo |
| Roots & Traditional Album of the Year – Solo | Roots & Traditional Album of the Year – Group |
| Proof of Love – Old Man Luedecke - The Contradictor – Ndidi Onukwulu - Ghost Notes – Matthew Barber - Happy Here – Suzie Vinnick - Tinderbox – Fred Eaglesmith                                                                                               | Chic Gamine – Chic Gamine - Fast Paced World – The Duhks - Highway Prayer – Twilight Hotel - Mountain Meadows – Elliott Brood - XOK – NQ Arbuckle |
| World Music Album of the Year | |
| Africa to Appalachia – Jayme Stone and Mansa Sissoko - The Art of the Early Egyptian Qanun — George Dimitri Sawa - Cairo to Toronto — Maryem & Ernie Tollar - Contrabanda — Lubo and Kaba Horo - Shivaboom — Eccodek                                         | |

### Lieder und Aufnahmen
| Single of the Year | Classical Composition of the Year |
| --- | --- |
| Dangerous – Kardinal Offishall - Gotta Be Somebody – Nickelback - Lay It on the Line – Divine Brown - Lost – Michael Bublé - Taking Chances – Céline Dion                                   | Flanders Fields Reflections – John Burge - From the Dark Reaches – T. Patrick Carrabré - Manhattan Music – Bramwell Tovey - Notes Towards A Poem That Can Never Be Written – Timothy Corlis - Song of Songs – Sid Robinovitch |
| Dance Recording of the Year | R&B/Soul Recording of the Year |
| Random Album Title – Deadmau5 - Everything’s Gonna Be Alright – James Doman - Get Blahsted – Hatiras and MC Flipside - Move for Me – Deadmau5 vs. Kaskade - Yes We Can – House Music United | The Love Chronicles – Divine Brown - Elise Estrada – Elise Estrada - Money – Zaki Ibrahim - The Promise – Deborah Cox - TONY – Ivana Santilli                                                                                 |
| Reggae Recording of the Year | |
| Everything – Humble - Jah Lift Me Up – Blessed - Renegade Rocker – Dubmatix - The Peacemaker’s Chauffeur – Jason Wilson - Truth Will Reveal – Souljah Fyah                                  | |

### Weitere
| Music DVD of the Year | CD/DVD Artwork Design of the Year |
| --- | --- |
| Blue Road (Blue Rodeo) - Here Is What Is (Daniel Lanois) - It All Started With A Red Stripe (Moneen) - Live in Las Vegas - A New Day… (Céline Dion) - A MultiMedia Life (Buffy Sainte-Marie)                   | Anouk Pennel and Stéphane Poirer – En concert dans la forêt des mal-aimés avec l’Orchestre Métropolitain du Grand Montréal – Pierre Lapointe - John Cook – Kelly Ferguson – John James Audubon – Koko Bonaparte – Sugarbird – Paul Reddick - Phoebe Greenberg – George Fok – Daniel Fortin – Leda & St. Jacques – Productions l’Éloi – Pulse of the Planet – Slim Williams - Mark Sasso – Casey Laforet – Mountain Meadows – Elliott Brood - Dallas Wehrle – Robyn Kotyk – Alex vs. Alex – Kensington Heights – Constantines |
| Video of the Year | |
| Anthony Seck – Honey Honey (Feist) - Davin Black – Blond Kryptonite (Saint Alvia) - Wendy Morgan – Going On (Gnarls Barkley) - Dave Pawsey – Detroit '67 (Sam Roberts) - Dave Pawsey – Them Kids (Sam Roberts) | |